# Radzikowo (Kołobrzeg)
Radzikowo – południowo-zachodnia część miasta Kołobrzegu o charakterze mieszkalnym.
Zabudowa mieszkalna złożona w większości z domów jednorodzinnych. Położona w południowo-zachodniej części miasta wzdłuż torów linii kolejowej nr 402 łączącej Kołobrzeg z Trzebiatowem.
Osiedla mieszkaniowe na Radzikowie zaczęły powstawać w drugiej połowie XX wieku. Radzikowo ma charakter sypialni miasta.
Samorząd Kołobrzegu utworzył jednostkę pomocniczą miasta – Osiedle Nr 4, obejmujące obszar większy niż same Radzikowo. Mieszkańcy osiedla wyłaniają 15-osobową radę osiedla, która dokonuje spośród radnych wyboru zarządu osiedla w liczbie 5 osób wraz z przewodniczącym zarządu osiedla. 
Do 1945 r. poprzednią niemiecką nazwą było Neu-Geldern. W 1947 r. ustalono urzędowo polską nazwę Radzikowo.
10 marca 2024 r. w Radzikowie otworzono przystanek osobowy Kołobrzeg Radzikowo.

## Osiedla Radzikowa
- Radzikowo I
- Radzikowo II
- Radzikowo III
- Radzikowo IV
- Witkowice I
- Witkowice II
- Witkowice III
- Zieleniewo